# Adechoubou N'Diagne
 (mai 2024).
La mise en forme du texte ne suit pas les recommandations de Wikipédia : il faut le « wikifier ».
Les points d'amélioration suivants sont les cas les plus fréquents :
- Les titres sont pré-formatés par le logiciel. Ils ne sont ni en capitales, ni en gras.
- Le texte ne doit pas être écrit en capitales (les noms de famille non plus), ni en gras, ni en italique, ni en « petit »…
- Le gras n'est utilisé que pour surligner le titre de l'article dans l'introduction, une seule fois.
- L'italique est rarement utilisé : mots en langue étrangère, titres d'œuvres, noms de bateaux, etc.
- Les citations ne sont pas en italique mais en corps de texte normal. Elles sont entourées par des guillemets français : « et ».
- Les listes à puces sont à éviter, des paragraphes rédigés étant largement préférés. Les tableaux sont à réserver à la présentation de données structurées (résultats, etc.).
- Les appels de note de bas de page (petits chiffres en exposant, introduits par l'outil «  Source ») sont à placer entre la fin de phrase et le point final[comme ça].
- Les liens internes (vers d'autres articles de Wikipédia) sont à choisir avec parcimonie. Créez des liens vers des articles approfondissant le sujet. Les termes génériques sans rapport avec le sujet sont à éviter, ainsi que les répétitions de liens vers un même terme.
- Les liens externes sont à placer uniquement dans une section « Liens externes », à la fin de l'article. Ces liens sont à choisir avec parcimonie suivant les règles définies. Si un lien sert de source à l'article, son insertion dans le texte est à faire par les notes de bas de page.
- La présentation des références doit suivre les conventions bibliographiques. Il est recommandé d'utiliser les modèles {{Ouvrage}}, {{Chapitre}}, {{Article}}, {{Lien web}} et/ou {{Bibliographie}}. Le mode d'édition visuel peut mettre en forme automatiquement les références.
- Insérer une infobox (cadre d'informations à droite) n'est pas obligatoire pour parachever la mise en page.

Pour une aide détaillée, merci de consulter Aide:Wikification.
Si vous pensez que ces points ont été résolus, vous pouvez retirer ce bandeau et améliorer la mise en forme d'un autre article.
Adechoubou N'Diagne, né le 7 novembre 1959, est un réalisateur, documentariste et producteur béninois.

## Biographie
Adechoubou N'Diagne est né le 7 novembre 1959. Il est directeur de la société Akangbe Productions, créée en 1992.
Dans les années 1980, Adechoubou N'Diagne se rend à Cuba pour filmer un documentaire sur le peintre afro-cubain Manuel Mendive, retraçant les éléments de la culture yoruba qui a voyagé à Cuba avec des esclaves africains. Aussi, au début des années 1990, il met l'accent sur le dynamisme du Port autonome de Cotonou et réalise un documentaire.
Au cours de sa carrière, Adechoubou N'Diagne travaille comme producteur et directeur de la photographie sur plusieurs films réalisés par le cinéaste congolais Balufu Bakupa-Kanyinda . Il est producteur d'Afro@Digital, un documentaire explorant la manière dont les technologies numériques sont utilisées en Afrique.

## Filmographie

### Comme réalisateur

#### Documentaires
- Le Pont-Neuf en scène
- Psychose d'amour et de guerre
- Manuel Mendive ou l'esprit pictural yoruba, 1987.
- Port Autonome de Cotonou, 1993.
- Zinsou, le grand témoin, 2013.

### Comme producteur
- Watt. Court métrage réalisé par Balufu Bakupa-Kanyinda, 1999.
- Article 15bis. Court métrage réalisé par Balufu Bakupa-Kanyinda, 2000.
- Afro@Numérique. Moyen métrage documentaire réalisé par Balufu Bakupa-Kanyinda, 2002.
- Juju Factory. Long métrage réalisé par Balufu Bakupa-Kanyinda, 2005.